# Doris Baum (Politikerin)

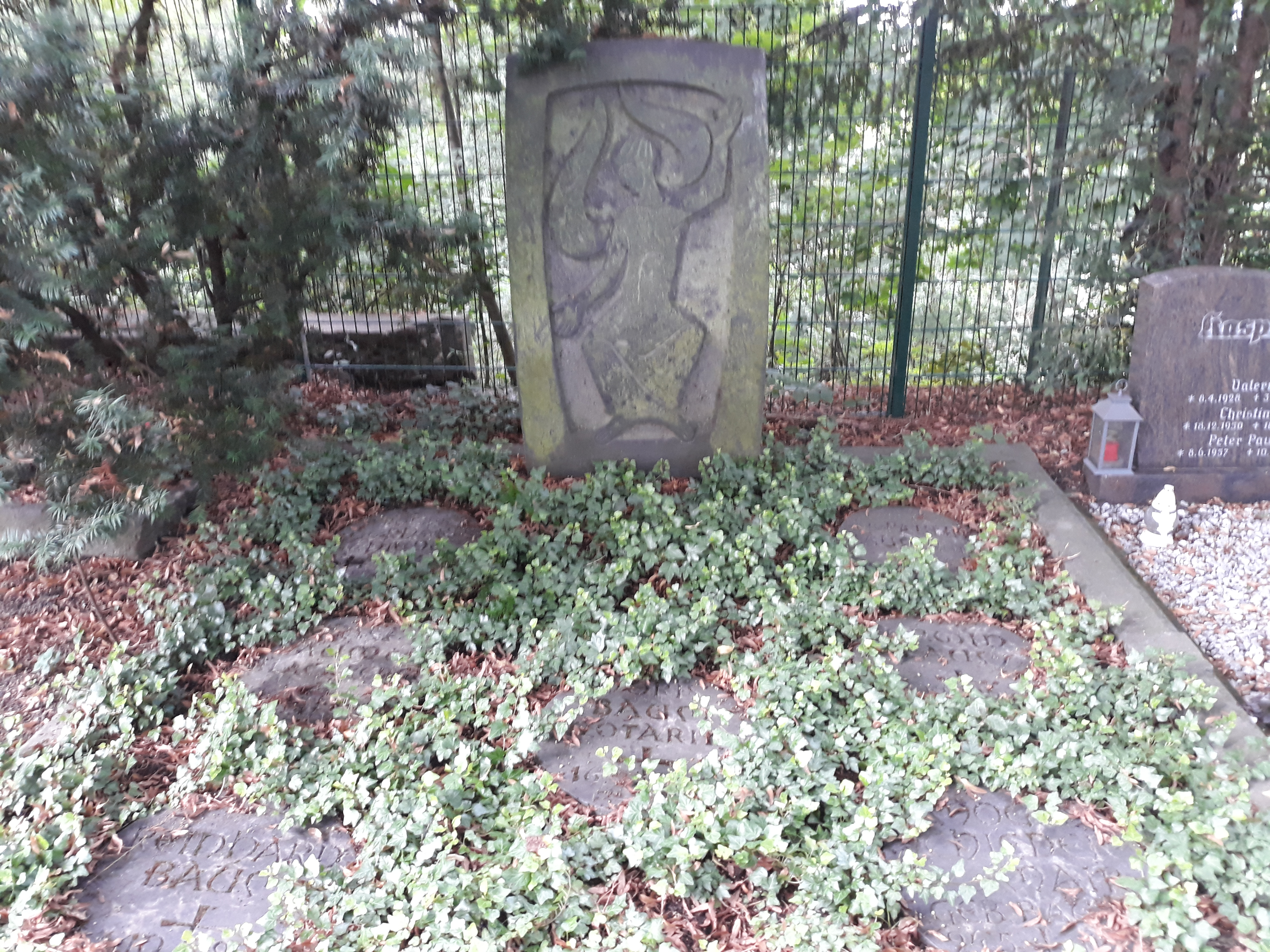
Das Grab von Doris Baum (Stein Mitte) im Familiengrab Baum auf dem Burgfriedhof Bad Godesberg in Bonn

Doris Baum (* 18. März 1909 in Cochem; † 16. September 1981) war eine deutsche Politikerin (CDU). Sie war von 1955 bis 1958 Mitglied des Landtags von Nordrhein-Westfalen.

## Leben
Doris Baum studierte nach dem Abitur Rechtswissenschaft und arbeitete nach dem erfolgreichen Abschluss des Referendarexamens von 1934 bis 1948 als Bürovorsteherin im Notariat ihres Vaters, Paulin Baum, weil sie sich den Zwängen nationalsozialistischer Einflussnahme auf den Referendardienst nicht aussetzen wollte. Erst nach dem Zweiten Weltkrieg holte sie das Versäumte nach, bestand erfolgreich das Assessorexamen und wurde 1951 Notarassessorin sowie im Juni 1955 Notarin in Bad Godesberg.
Baum wurde 1947 Mitglied der CDU, sie saß im Vorstand des CDU-Kreisverbands Bonn-Land und der Bad Godesberger CDU. Von 1947 bis 1948 war sie Stadtverordnete in Bad Godesberg. Baum rückte während der dritten Wahlperiode am 20. Juni 1955 über die Reserveliste ihrer Partei in den nordrhein-westfälischen Landtag nach. Weil sie die angemessene Wahrnehmung ihres Mandats mit ihrer florierenden Notariatspraxis nicht mehr vereinbaren konnte, schied sie zum 12. Juli 1958 als Abgeordnete aus.